# Wuraola Esan
Wuraola Adepeju Esan (Calabar, 1909–1985) fue una maestra, feminista y política nigeriana. Combinó sus activismo político y social con su papel de mujer noble tradicional como Iyalode de Ibadan.

## Biografía
Wuraola Adepeju Esan nació en 1909 en Calabar. Sus padres no tenían formación occidental aunque promovieron un curso educativo occidental para sus hijos. Esan asistió al Baptist Girls College, Idi Aba, Abeokuta antes de estudiar en el United Missionary College para obtener un diploma de capacitación como maestra. De 1930 a 1934, fue profesora de economía doméstica en una escuela de formación misionera en Akure.Más tarde se casó con Victor Esan en 1934 y vivieron brevemente en Lagos.Unos años más tarde se mudó a su ciudad natal de Ibadan.
Aunque las instalaciones educativas disponibles para las mujeres durante la era colonial eran limitadas. En 1944, estableció la Ibadan People's Girls Grammar School en Molete, para educar a las mujeres en diferentes materias, incluida la economía doméstica. Sin embargo, sus puntos de vista e ideas políticas posteriores no propugnaban una visión mucho más amplia del lugar de las mujeres en una sociedad más amplia.
En la década de 1950, participó en política y fue miembro del ala de mujeres del Grupo de Acción. Aunque las mujeres eran instrumentos importantes para obtener votos, a pocas se les otorgó el poder oficial y la responsabilidad de todo el partido. Sin embargo, Esan pudo ascender en las filas para convertirse en la primera mujer miembro de la Asamblea Nacional de Nigeria, como senadora nominada de Ibadan West. También fue miembro fundadora del Consejo Nacional de Sociedades de Mujeres. En 1975, tomó el título de Iyalode y, por lo tanto, adquirió el rango de un alto jefe en Ibadan.